# Libelloides syriacus
Libelloides syriacus is een insect uit de familie van de vlinderhaften (Ascalaphidae), die tot de orde netvleugeligen (Neuroptera) behoort. 
Libelloides syriacus is voor het eerst wetenschappelijk beschreven door McLachlan in 1871.